# Super Bowl XXXVI
Der Super Bowl XXXVI war der 36. Super Bowl, das Endspiel der Saison 2001 der National Football League (NFL) im American Football. Es fand am 3. Februar 2002 im Louisiana Superdome von New Orleans statt, Kontrahenten waren der Meister der American Football Conference (AFC), die New England Patriots, und der Meister der National Football Conference (NFC), die St. Louis Rams. Die Patriots gewannen 20:17, und zum Super Bowl MVP wurde der Quarterback der Patriots, Tom Brady, gewählt.

## Überblick

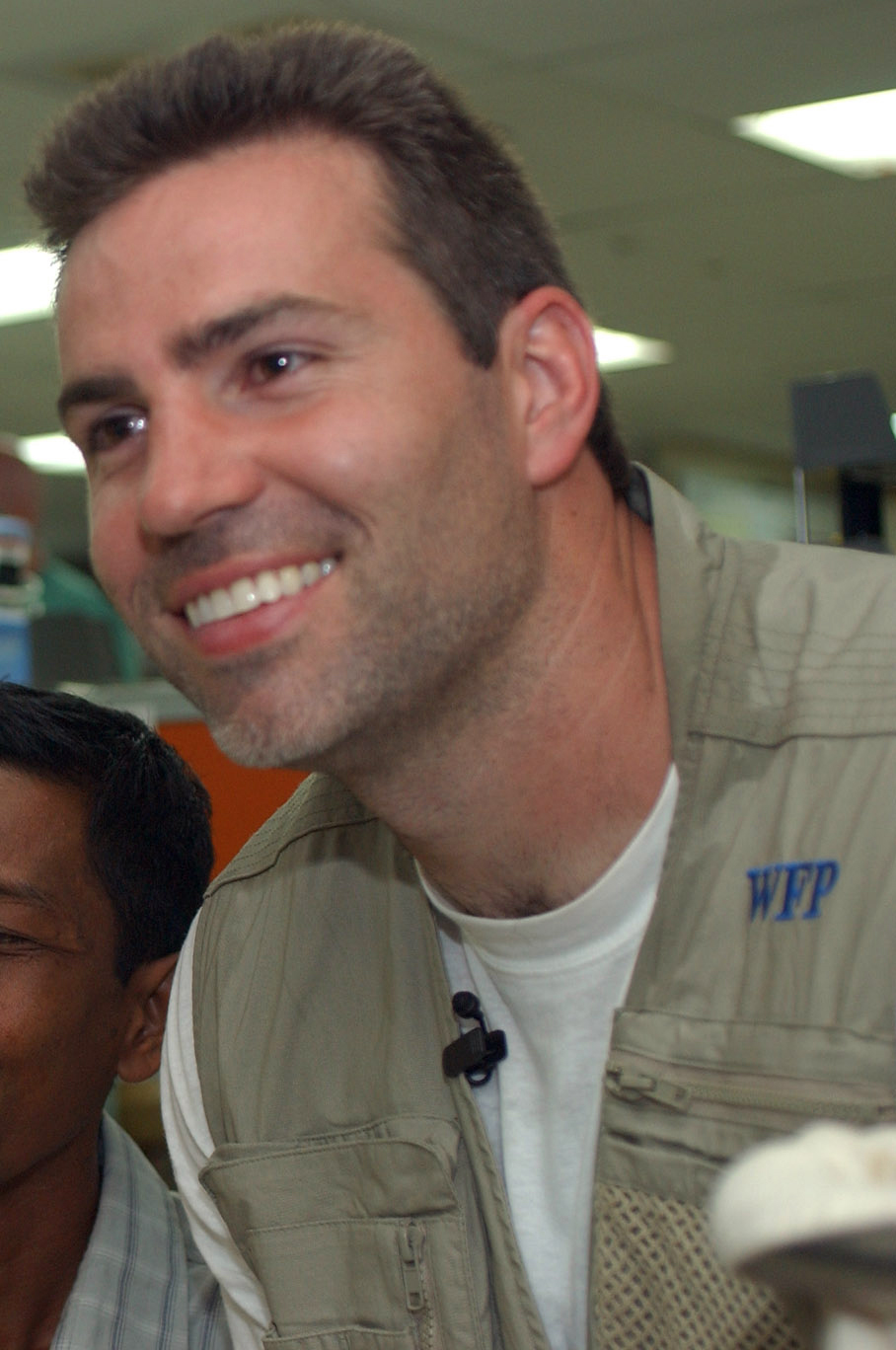
Kurt Warner, Most Valuable Player der Saison 2001/2.

Die St. Louis Rams von Trainer Mike Martz hatten 14 ihrer 16 regulären Saisonspiele gewonnen und souverän ihre Division gewonnen. Mit 503 Punkten war die „Greatest Show on Turf“ (Spitzname des Teams aus Missouri) um die beiden zum Most Valuable Player gewählten Stars Kurt Warner (Quarterback) und Marshall Faulk (Runningback) das offensivstärkste Team der NFL, und mit 273 Punkten auch siebtstärkstes Defensivteam. In den Playoffs wurden sie nach Siegen gegen die Green Bay Packers und Philadelphia Eagles NFC-Meister.
Die New England Patriots von Coach Bill Belichick hatten elf ihrer 16 regulären Saisonspiele gewonnen – was als positive Überraschung galt, da im zweiten Saisonspiel ihr langjähriger Starting-Quarterback Drew Bledsoe – der gerade eine Vertragsverlängerung über 10 Jahre mit 103 Millionen US-Dollar Gehalt unterzeichnet hatte – eine schwere innere Blutung erlitt und sein unbekannter Backup Tom Brady einspringen musste. Mit Brady waren die Patriots sowohl offensiv als auch defensiv gehobenes Mittelmaß, jeweils NFL-weit Platz 6. Brady verdrängte in der Folge Bledsoe auf die Ersatzbank.
Im ersten Playoffspiel gegen die Oakland Raiders wären die Patriots nach einem späten Brady-Fumble fast ausgeschieden, doch der Referee entschied anstelle von Ballverlust auf „unvollständiger Pass“, da Bradys Arm zwar um den Football angelegt (engl.: tucked) war, aber erst nachdem sein Arm eine Vorwärtsbewegung gemacht hatte: somit sei eine Wurfabsicht erkennbar gewesen. New England gewann das später „Tuck Rule Game“ genannte Spiel mit 16:13, was von ESPN zu einer der umstrittensten Spiele der NFL-Historie gewählt wurde. Beim AFC-Endspiel gegen die Pittsburgh Steelers verletzte sich Brady, sodass Bledsoe die Patriots zum Sieg führte. Somit stand Coach Belichick vor der Entscheidung, entweder den Neuling Brady oder den Routinier Bledsoe (der New England bereits in den Super Bowl XXXI geführt hatte) starten zu lassen, und entschied sich für Brady.

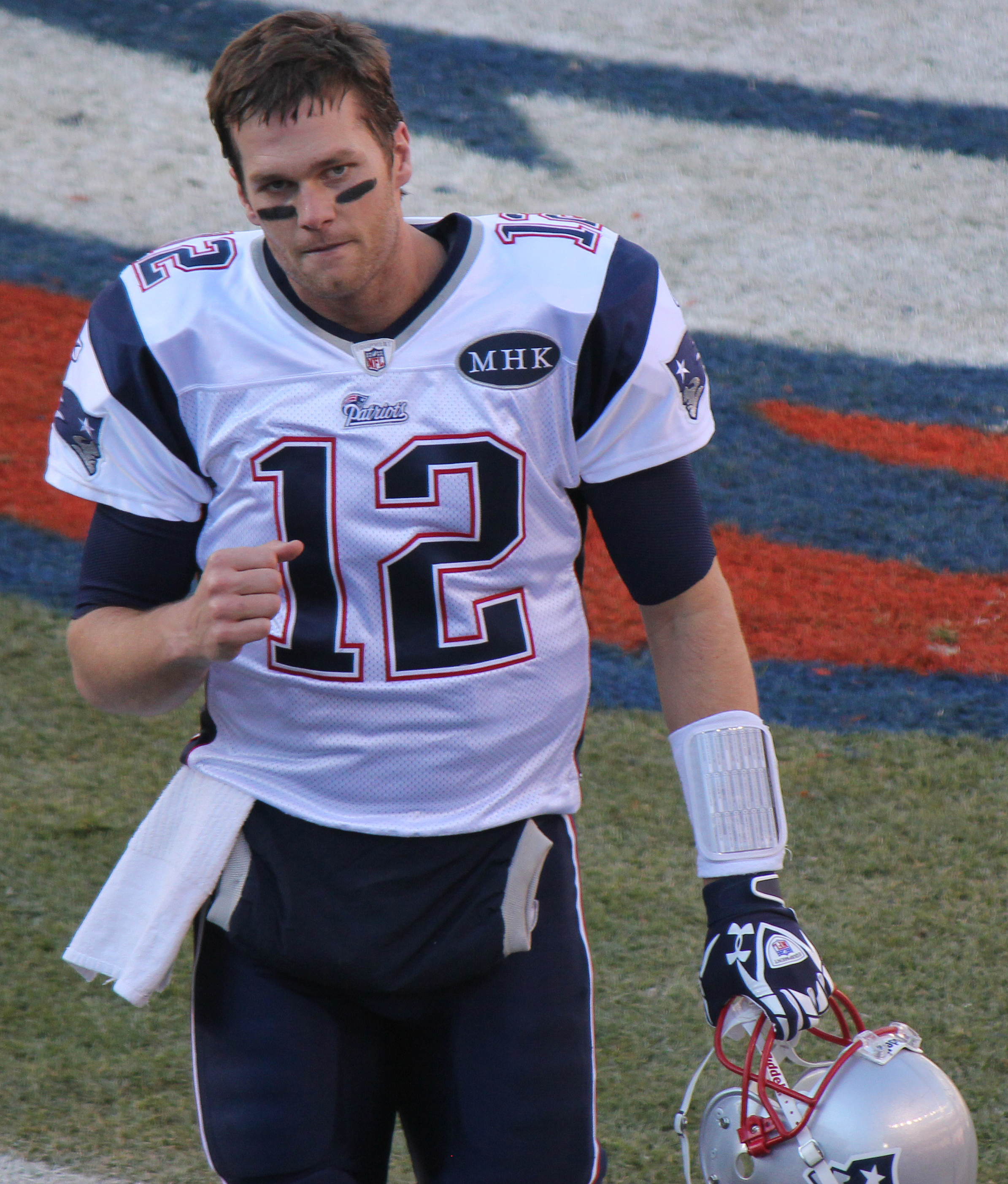
Tom Brady wurde zum Super Bowl Most Valuable Player gewählt.

Der Super Bowl fand für die damalige Zeit untypisch spät am 3. Februar statt. Grund hierfür waren die New Yorker Terroranschläge am 11. September 2001, nach denen die NFL einen kompletten Spieltag nach hinten verschob.

## Rahmenprogramm und Halbzeitshow

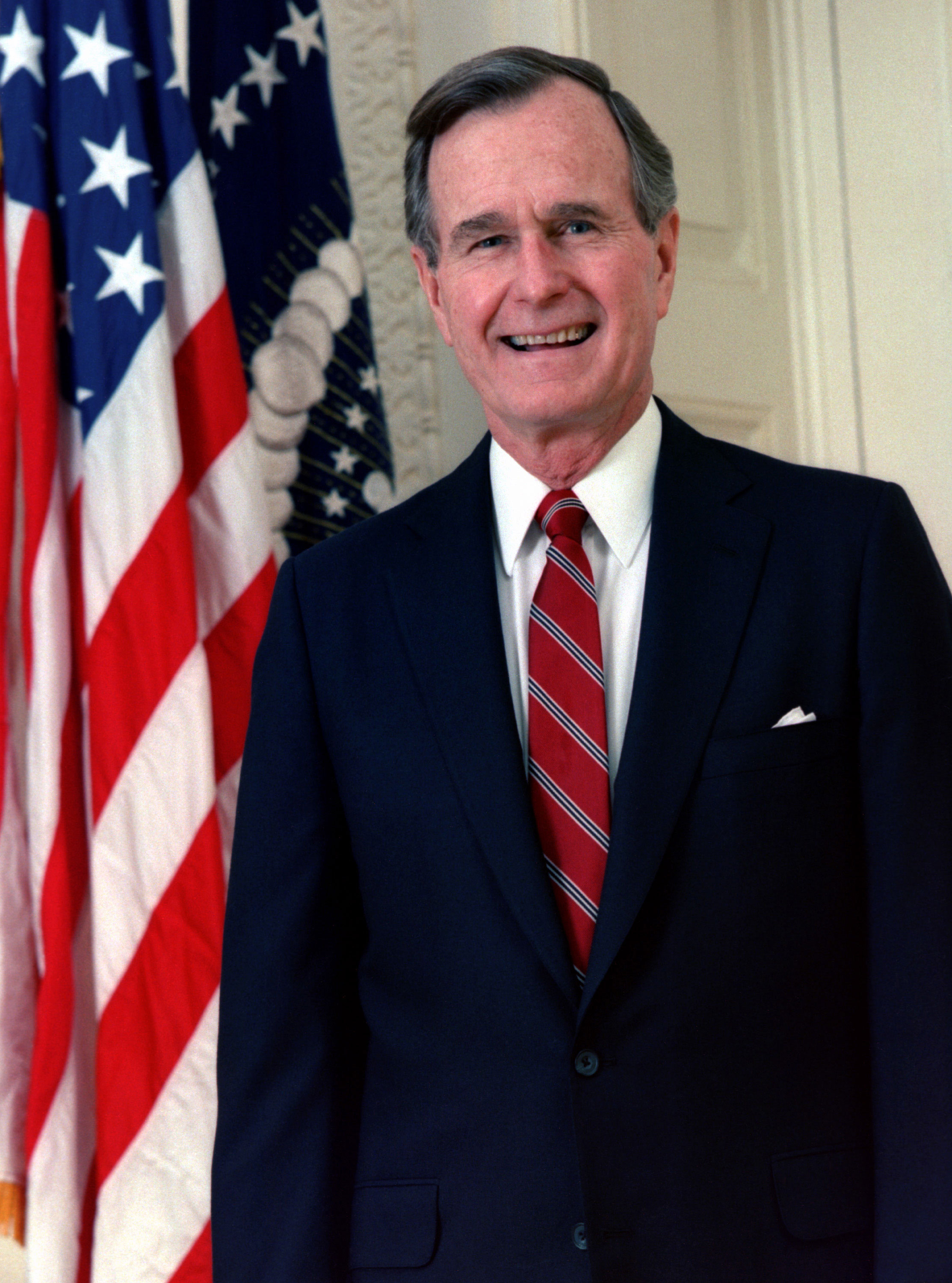
Als erster U.S.-Präsident nahm George H. W. Bush am Münzwurf teil.

Als Folge der Terroranschläge des 11. September 2001 fielen Rahmenprogramm und Halbzeitshow sehr patriotisch aus. Das ursprünglich rotschwarze Super Bowl XXXVI-Logo wurde zu einem rot-weiß-blauen Design geändert, welches die Silhouette der USA zeigte. An der Seite des zweimaligen Super-Bowl-Gewinners Roger Staubach (der zudem in der U.S. Navy gedient hatte) nahm als erster U.S.-Präsident der NFL-Geschichte George H. W. Bush, der Vater des damals regierenden Präsidenten George W. Bush, persönlich am zeremoniellen Münzwurf teil. Zusätzlich zur U.S.-Nationalhymne wurde America the Beautiful gesungen. In der Halbzeitshow der irischen Rockband U2 wurden auf Leinwand die Namen aller am 11. September getöteten Opfer gezeigt, und Sänger Bono zeigte auf der Innenseite seiner Jacke die Flagge der Vereinigten Staaten. Dieser Auftritt wurde von Sports Illustrated zur besten Super-Bowl-Halbzeitshow aller Zeiten gewählt.

## Spielverlauf
Die Rams mit dem deutschstämmigen Guard Tom Nütten hatten in ähnlicher Besetzung bereits den Super Bowl XXXIV gewonnen und galten als Favorit. Im ersten Viertel neutralisierten sich beide Teams, doch Rams-Kicker Jeff Wilkins schoss aus 50 Yards ein Field Goal und brachte St. Louis mit 3:0 in Front. Im zweiten Viertel warf St. Louis-Quarterback Warner eine Interception, die Patriots-Cornerback Ty Law aus 47 Yards zum Touchdown in die Endzone lief: nach einem erfolgreichen Extrapunkt von New England-Kicker Adam Vinatieri stand es 7:3 für die Patriots. Kurz vor der Halbzeitpause führte New Englands Quarterback Brady einen langen Drive an, den er mit einem 8-Yards-Touchdownwurf auf Wide Receiver David Patten abschloss: Vinatieri schoss den Extrapunkt zum 14:3 durch die Stangen.
In der zweiten Halbzeit warf Rams-Quarterback Warner eine weitere Interception, so dass Vinatieri per Field Goal aus 37 Yards zum 17:3 für New England erhöhte. Im nächsten Drive führte Warner St. Louis bis an die gegnerische 3-Yard-Linie und versuchte im vierten Down den Football in die Endzone zu laufen. Patriots-Safety Tebucky Jones schlug ihm das Ei aus der Hand und lief 97 Yards in die Rams-Endzone, doch aufgrund eines Fouls bekam St. Louis ein neues erstes Down, worauf Warner im zweiten Versuch der Touchdown gelang (17:10 für die Patriots, Extrapunkt Wilkins erfolgreich).
Im vierten Viertel tauschten die Teams misslungene Angriffsserien aus, bis Warner einen langen Drive anführte, den er 90 Sekunden vor Schluss mit einem Touchdown-Wurf auf Wide Receiver Ricky Proehl abschloss: nachdem Wilkins den Extrapunkt verwandelte, stand es 17:17. Anstelle die Uhr auslaufen zu lassen, warf New Englands Quarterback Brady sein Team mit mehreren schnellen Würfen nach vorne. Mit dem Schlusspfiff verwandelte Patriots-Kicker Vinatieri das spielentscheidende Field Goal aus 48 Yards, so dass sein Team 20:17 gewann.

## Startaufstellung
Die Startaufstellungen der beiden Mannschaften sah wie folgt aus:
| St. Louis        | Position | New England      |
| ---------------- | -------- | ---------------- |
| Offense          |          |                  |
| Torry Holt       | WR       | Troy Brown       |
| Orlando Pace!    | LT       | Matt Light       |
| Tom Nütten       | LG       | Mike Compton     |
| Andy McCollum    | C        | Damien Woody     |
| Adam Timmerman   | RG       | Joe Andruzzi     |
| Rod Jones        | RT       | Greg Randall     |
| Ernie Conwell    | TE       | Jermaine Wiggins |
| Isaac Bruce!     | WR       | David Patten     |
| Kurt Warner!     | QB       | Tom Brady        |
| Marshall Faulk!  | RB       | Antowain Smith   |
| Jeff Robinson    | TE/FB    | Marc Edwards     |
| Defense          |          |                  |
| Chidi Ahanotu    | LE       | Bobby Hamilton   |
| Brian Young      | LDT/DT   | Brandon Mitchell |
| Jeff Zgonina     | RDT/DT   | Richard Seymour! |
| Grant Wistrom    | RE       | Anthony Pleasant |
| Don Davis        | LLB      | Mike Vrabel      |
| London Fletcher  | MLB      | Tedy Bruschi     |
| Tommy Polley     | RLB      | Roman Phifer     |
| Aeneas Williams! | LCB      | Ty Law!          |
| Dexter McCleon   | RCB      | Otis Smith       |
| Adam Archuleta   | SS       | Lawyer Milloy    |
| Kim Herring      | FS       | Tebucky Jones    |

Legende:
| ! | = spätere Hall of Famer |

## Folgen
Für New England bedeutete der Sieg den ersten Super Bowl in der Historie des Franchises, und den Beginn einer sehr erfolgreichen Ära: mit Belichick als Coach und Brady als Quarterback gewannen die Patriots auch den Super Bowl XXXVIII (wobei abermals Kicker Adam Vinatieri in letzter Sekunde das entscheidende Field Goal schoss), den Super Bowl XXXIX und erreichten nach einer perfekten 18-0-Saison den Super Bowl XLII, verloren allerdings gegen die New York Giants. Den Super Bowl XLIX gewannen die Patriots um Tom Brady mit 28:24 gegen die Seattle Seahawks durch eine Interception von Malcolm Butler 20 Sekunden vor Schluss. Krönend konnten die New England Patriots auch den Super Bowl LI durch das größte Comeback der Super-Bowl-Geschichte mit 34:28 in der Overtime für sich entscheiden.
Bledsoe wurde 2002 zu den Buffalo Bills abgegeben, wobei sowohl Patriots-Besitzer Robert Kraft, Coach Belichick, sein Nachfolger Brady (mit dem er privat befreundet war) und die Fans großen Respekt für ihn ausdrückten.
Für St. Louis bedeutete die Niederlage das beginnende Ende der „Greatest Show on Turf“-Ära. Quarterback Warner brach sich die Hand, verlor seine Form und wurde an die New York Giants abgegeben, Runningback Faulk verlor nach Verletzungen ebenfalls seine Form, und Coach Martz wurde gefeuert.